# Завадзьке (гміна)
Гміна Завадзьке (пол. Gmina Zawadzkie) — місько-сільська гміна у південно-західній Польщі. Належить до Стшелецького повіту Опольського воєводства.
Станом на 31 грудня 2011 у гміні проживало 12013 осіб.

## Територія
Згідно з даними за 2007 рік площа гміни становила 82.24 км², у тому числі:
- орні землі: 29.00 %
- ліси: 62.00 %

Таким чином, площа гміни становить 11.05 % площі повіту.

## Населення
Станом на 31 грудня 2011:
| Опис     | Загалом | Загалом | Чоловіки | Чоловіки | Жінки | Жінки |
| -------- | ------- | ------- | -------- | -------- | ----- | ----- |
| одиниця  | осіб    | %       | осіб     | %        | осіб  | %     |
| все      | 12013   | 100     | 5865     | 48.82    | 6148  | 51.18 |
| міське   | 7700    | 100     | 3775     | 49.03    | 3925  | 50.97 |
| сільське | 4313    | 100     | 2090     | 48.46    | 2223  | 51.54 |

## Сусідні гміни
Гміна Завадзьке межує з такими гмінами: Вельовесь, Добродзень, Ємельниця, Кольоновське, Крупський Млин, Павонкув.